# Pai Ari de Salvador
Aristide Oliveira Mascarenhas conhecido como Pai Ari de Salvador (Salvador, 31 de maio de 1956 - ) é um babalorixá do Candomblé do terreiro Ilê Axé Ajagunã, em Lauro de Freitas, na Bahia.
É filho de Nelson Oliveira Mascarenhas e Carmelita Flores Mascarenhas, iniciada pela Ialorixá Alice Ruas e Olegário Daniel de Paula (Ojé do Terreiro Ilê Aboulá em Ponta de Areia – Ilha de Itaparica).
Tornou-se Pai Ari no Terreiro Balé Ominguirã, iniciado por Lídio José Mascarenhas e Honorina de Ossaim (do Terreiro Ilê Axé Opô Afonjá) em 8 de janeiro de 1970.
O Terreiro Ilê Axé Ajagunã vira patrimônio da Bahia, segundo o diretor-geral do Ipac, intuito é preservar tradição cultural. "Fundado pelo babalorixá pai Ari em 1980, o terreiro Ilê Axé Opô Ajagunã, localizado em Areia Branca, Lauro de Freitas, celebra na manhã de hoje seu tombamento como patrimônio cultural do Estado. Apesar de ser um terreiro relativamente novo, sua tradição cultural remonta à fundação do Afonjá por Mãe Aninha, em 1910. Pai Ari é a quarta geração da nação Queto, filho de pai Balbino do Aganju e bisneto de mãe Aninha do Afonjá" por Cristina de Moraes.
Museu Afro Omon Ajagunan Rua Dois de Julho, 169. Areia Branca, Lauro de Freitas - BA.